# Adalhelm (Troyes)
Adalhelm (frz. Alleaume; † Oktober 892 in Turenne) war Graf von Troyes. Er war ein Sohn von Emenon, Graf von Poitiers und einer Tochter des Grafen Odo von Troyes.
Adalhelm war einer der Grafen, die in einem Dokument von 14. Juni 877, also kurz vor dem Tod des Kaisers Karl des Kahlen, als Unterstützer des Kaisersohnes Ludwig der Stammler bezeichnet werden. 886 folgte er dem Bruder seiner Mutter als Pfalzgraf von Troyes. Er stand seinem Bruder Adémar zur Seite, als dieser 892 Aurillac belagerte, geriet dabei aber in Gefangenschaft und starb 14 Tage später als Gefangener in Turenne.
Adalhelm war mit Ermengarde verheiratet, über die keine weiteren Informationen vorliegen. Nachkommen Adalhelms sind ebenfalls nicht bekannt.

## Weblink
- Foundation for Medieval Genealogy, Aquitaine, Dukes, Chapter 5.B. Comtes des Poitou (828)/902 (Family of Emenon)